# Me'ona
Me'ona (hebrejsky מְעוֹנָה, v oficiálním přepisu do angličtiny Me'ona) je vesnice typu mošav v Izraeli, v Severním distriktu, v Oblastní radě Ma'ale Josef.

## Geografie
Leží v nadmořské výšce 465 metrů, v Horní Galileji, cca 15 kilometrů od břehů Středozemního moře a 8 kilometrů od libanonských hranic. Je situována na západním okraji města Ma'alot-Taršicha a urbanisticky tvoří s tímto městem jeden celek. Západně od města začíná kopcovitá zalesněná krajina, kterou prochází k západu horní tok vádí Nachal Ga'aton. Okolo něj stojí několik pahorků jako Har Eger a Tel Kada. Na jihovýchodní straně je to vrch Har Me'ona.
Obec se nachází cca 113 kilometrů severovýchodně od centra Tel Avivu a cca 34 kilometrů severovýchodně od centra Haify. Me'onu obývají Židé, přičemž osídlení v tomto regionu je etnicky smíšené. Samotné město Ma'alot-Taršicha sestává z části obývaných Židy i izraelskými Araby. Další arabská obec leží na severozápadním okraji města (Mi'ilja), naopak město Kfar Vradim na jižní straně je židovské. Směrem k západu, k pobřežní nížině, se rozkládají ryze židovská sídla. Výraznější podíl arabsky mluvící populace (včetně Drúzů) má region jižně a jihovýchodně odtud.
Me'ona je na dopravní síť napojena pomocí dálnice číslo 89 vedoucí od pobřeží, od města Naharija. Z ní tu odbočuje lokální silnice číslo 8833 do bloku vesnic okolo Ejn Ja'akov.

## Dějiny
Me'ona byla založena v roce 1949. Zakladateli vesnice byli židovští přistěhovalci ze severní Afriky a z Rumunska. Ti se zpočátku usadili v tehdy z velké části vylidněné arabské obci Taršicha (dnes součást města Ma'alot-Taršicha). Pak proběhla poblíž Taršichy (která mezitím byla obnovena pro arabské osídlení) výstavba nových zděných domů pro členy mošavu. V roce 1956 byla vesnice rozšířena.
V roce 2003 ze 110 zde pobývajících rodin 87 provozovalo zemědělskou farmu. Obec prochází počátkem 21. století expanzí. 90 domů bylo ve výstavbě a 100 nových domů se výhledově plánovalo postavit.
V obci fungují zařízení předškolní péče o děti i základní škola, která slouží jako středisková škola pro obyvatele okolních vesnic z Oblastní rady Ma'ale Josef. V Me'oně dále jsou k dispozici sportovní areály a společenské centrum.

## Demografie
Obyvatelstvo mošavu Me'ona je sekulární. Podle údajů z roku 2014 tvořili naprostou většinu obyvatel v Me'oně Židé (včetně statistické kategorie "ostatní", která zahrnuje nearabské obyvatele židovského původu ale bez formální příslušnosti k židovskému náboženství).
Jde o menší sídlo vesnického typu s dlouhodobě rostoucí populací. K 31. prosinci 2014 zde žilo 926 lidí. Během roku 2014 populace stoupla o 1,8 %.
| Rok            | 1961 | 1972 | 1983 | 1995 | 2001 | 2003 | 2004 | 2005 | 2006 | 2007 | 2008 | 2009 | 2010 | 2011 | 2012 | 2013 | 2014 |
| -------------- | ---- | ---- | ---- | ---- | ---- | ---- | ---- | ---- | ---- | ---- | ---- | ---- | ---- | ---- | ---- | ---- | ---- |
| Počet obyvatel | 317  | 310  | 299  | 395  | 480  | 493  | 511  | 529  | 560  | 623  | 638  | 741  | 797  | 854  | 886  | 910  | 926  |